# Meria, Haute-Corse
Meria este o comună în departamentul Haute-Corse din estul Franței.